# یوهان الکساندر هوبلر-کالا
یوهان الکساندر هوبلر-کالا (آلمانی: Johann Alexander Hübler-Kahla؛ ۲۳ ژوئن ۱۹۰۲ – ۶ آوریل ۱۹۶۵) فیلم‌نامه‌نویس، تهیه‌کننده فیلم، کارگردان فیلم اهل آلمان بود.

## فیلم‌شناسی

### کارگردان
- برادران خونی (۱۹۳۵)
- موسیقی رقص (۱۹۳۵)
- The Violet of Potsdamer Platz (۱۹۳۶)
- Across the Desert (۱۹۳۶)
- The Mysterious Mister X (۱۹۳۶)
- Mikosch Comes In (۱۹۵۲)
- دختر هلندی (۱۹۵۳)

### تهیه‌کننده
- محاکمه (۱۹۴۸)
- My Aunt, Your Aunt (۱۹۵۶)
- Doctor Bertram (۱۹۵۷)
- The Hero of My Dreams (۱۹۶۰)

### نویسنده
- Blood Brothers (۱۹۳۵)
- The Hero of My Dreams (۱۹۶۰)